# Edwin Maxwell
Edwin Maxwell, född 9 februari 1886 i Dublin, Irland, död 13 augusti 1948 i Falmouth, Massachusetts, USA, var en irländsk skådespelare. Han medverkade i över 150 Hollywoodfilmer, vanligtvis i småroller.

## Filmografi (i urval)
- 1931 – Inspiration
- 1932 – Scarface – Chicagos siste gangster
- 1932 – Grand Hotel
- 1933 – Middag kl. 8
- 1933 – Själar till salu
- 1933 – Förvildad ungdom
- 1934 – Cleopatra
- 1934 – Vårflugan
- 1939 – Ninotchka
- 1940 – Det ligger i blodet
- 1940 – Den lilla butiken
- 1940 – Fågel blå
- 1941 – Hemliga Higgins
- 1942 – En chans att leva
- 1944 – Wilson